# Pragmatodes fruticosella
Espèce
Pragmatodes fruticosella est une espèce de Lépidoptères de la famille des Gelechiidae.

## Description
L'envergure de l'imago est de 6,5 à 7,5 mm. Les ailes antérieures sont blanches tachetées de noir. Les ailes postérieures sont grises.
Les imagos volent de janvier à mars et en mai.

## Répartition
Pragmatodes fruticosella est endémique des îles Canaries.

## Plantes hôtes
La larve et l'imago se nourrissent des feuilles des plantes des espèces Plocama pendula et Rubia fruticosa.
Sur le Plocama, la mine a la forme d'une tache brune pleine, profonde et transparente avec une touffe dense d'excrétions, située dans la partie inférieure de la mine. La mine sur la Rubia commence comme un couloir rempli d'excrétions, s'élargissant plus tard à une tache en profondeur vitreuse avec des excrétions dispersées. Les larves adultes mesurent environ 3,5 mm de long avec un corps brun jaunâtre à rougeâtre et une capsule de tête noire.

## Classification
Le nom valide complet (avec auteur) de ce taxon est Pragmatodes fruticosella Walsingham, 1908.